# Constance (Marco de Canaveses)
Constance ist eine Gemeinde (Freguesia) im portugiesischen Kreis Marco de Canaveses. In ihr leben 1519 Einwohner (Stand 19. April 2021).